# Kamp Vught

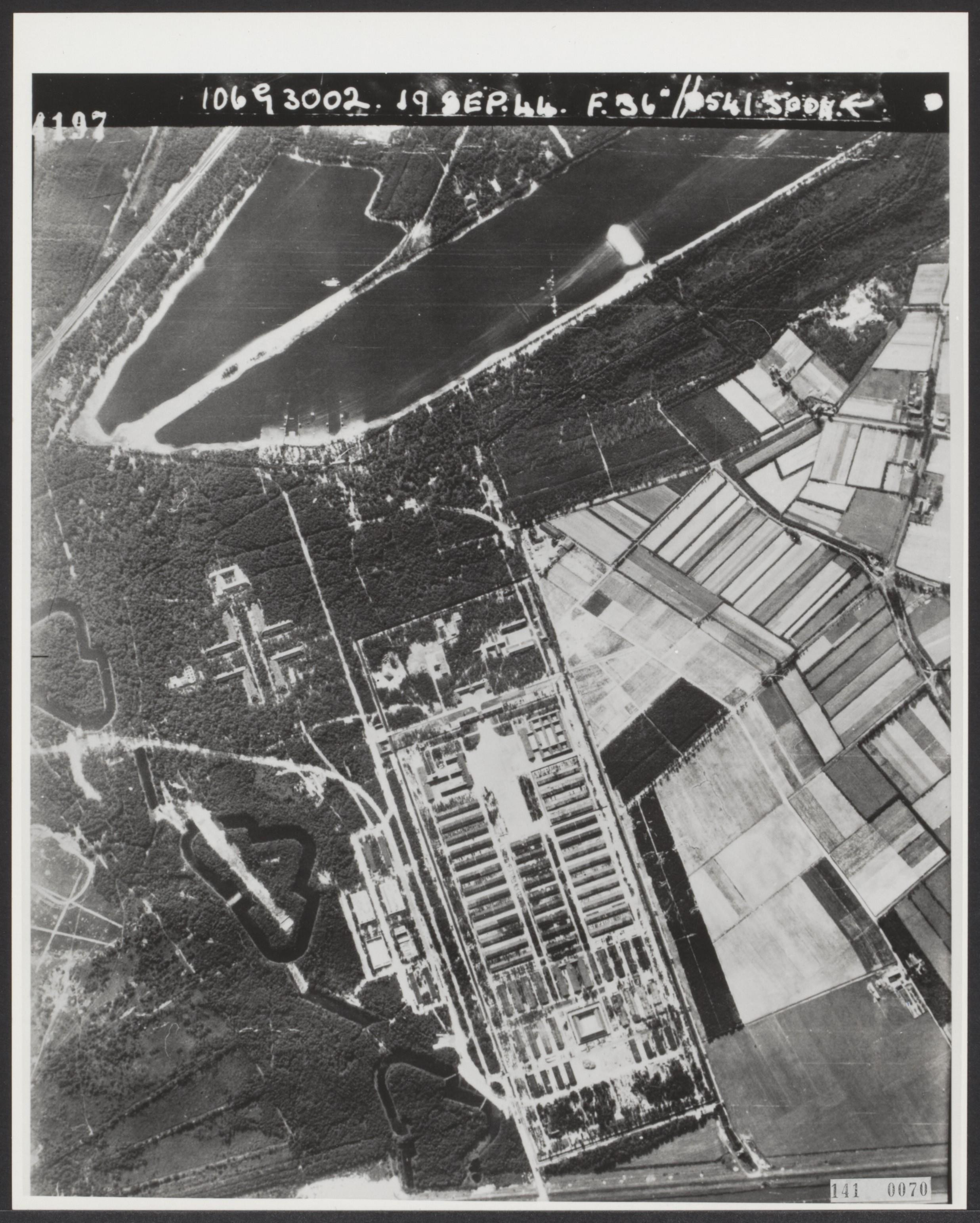
Luchtopname Kamp Vught uit 1944

Kamp Vught (officieel Duits: Konzentrationslager Herzogenbusch) was een van de drie Duitse concentratiekampen in Nederland tijdens de Tweede Wereldoorlog. De andere twee zijn de doorgangskampen Amersfoort en Westerbork. Kamp Vught bevond zich in de Noord-Brabantse plaats Vught nabij de recreatieplas de IJzeren Man. Het heeft ruim anderhalf jaar als concentratiekamp gefunctioneerd.

## Bouw
De bouw van het kamp werd in 1942 gestart, naar model van Konzentrationslager in nazi-Duitsland en in door dat land geannexeerde gebieden, omdat Kamp Westerbork en Kamp Amersfoort niet genoeg capaciteit meer hadden. Het Duitse Wirtschaftsverwaltungshauptamt (WVHA), de economische poot van de SS in Berlijn gaf daartoe de opdracht. Het WVHA haalde zijn inkomsten door kampgevangenen te werk te stellen bij bedrijfsvestigingen vlak bij de kampen. De bouw werd gefinancierd door Liro, de Duitse roofbank waarin de tegoeden van gedeporteerde Nederlandse Joden waren ondergebracht. Toen de eerste gevangenen uit kamp Amersfoort aankwamen, was het kamp nog niet klaar. De gevangenen moesten het zelf afbouwen. Er werd om het kamp door de gevangenen een gracht gegraven en om de 100 meter een wachttoren gebouwd. Het kamp was 1 kilometer lang en 350 meter breed. De nominale maximale capaciteit van het kamp bedroeg 15.000 mensen.

## Organisatie en leiding
Kamp Vught stond onder beheer van de SS, in tegenstelling tot de andere Nederlandse kampen (waar overigens vaak wel SS'ers werkten, zoals in Kamp Amersfoort). De ligging was mede bepaald door de nabijheid van 's-Hertogenbosch, reden waarom het kamp door de Duitsers werd aangeduid als Konzentrationslager Herzogenbusch. In 's-Hertogenbosch bevond zich een aantal landelijke Duitse instellingen, terwijl het kamp ook nabij goede wegen en spoorwegen lag. Het kamp moest als 'modelkamp' dienen en is qua opzet, uitvoering en grootte te vergelijken met concentratiekamp Dachau. De wachttorens langs het met dubbele prikkeldraad omheinde kamp werden de klok rond met merendeel Nederlandse SS'ers bemand.
Het kamp had tijdens de oorlog drie commandanten:
- SS-Hauptsturmführer Karl Chmielewski vanaf januari 1943 tijdens de eerste maanden van het kamp
- SS-Sturmbannführer Adam Grünewald van oktober 1943 tot januari 1944
- SS-Sturmbannführer Hans Hüttig van februari 1944 tot de sluiting van het kamp

## Gevangenen
In totaal werden er ruim 31.000 mensen in het kamp gedetineerd waaronder 12.000 Joden en verder politieke gevangenen, Roma en Sinti, verzetsstrijders, Jehova's getuigen, homoseksuelen, zwervers, criminelen en zwarthandelaren. Gevangenen waren onderverdeeld in verschillende kamponderdelen:
- Schutzhaftlager
- Judendurchgangslager
- Studentenlager
- Geisellager
- Frauenkonzentrationslager
- Polizeiliches Durchgangslager

## Slachtoffers
In het kamp zelf zijn zeker 735 mensen om het leven gekomen. Het werkelijke aantal ligt waarschijnlijk iets hoger. Zo zijn er officieel 329 personen, onder wie 36 Belgen,  geëxecuteerd in Vught. Het werkelijke aantal ligt vermoedelijk boven de vierhonderd. Vanwege de vernietiging van de administratie bij de ontruiming van het kamp was het precieze dodental na de oorlog moeilijk vast te stellen. Het aantal sterfgevallen in Kamp Vught lag veel lager dan in de kampen in Duitsland, namelijk 749 in totaal, door allerlei oorzaken, omgerekend ongeveer een op vijftig gevangenen. In Dachau was dit op een totaal van 200.000 gevangenen ruim 40.000, dus een op de vijf. Vanuit Vught werden echter onder meer 15.000 Joden gedeporteerd, van wie bijna niemand de oorlog overleefde.
Enkele gevangenen, onder wie David Koker, Klaartje de Zwarte-Walvisch en Helga Deen hielden een kampdagboek bij dat bewaard is gebleven. Ze zijn alle drie omgekomen na transport naar andere concentratiekampen.

## Station Vught in mei 1943

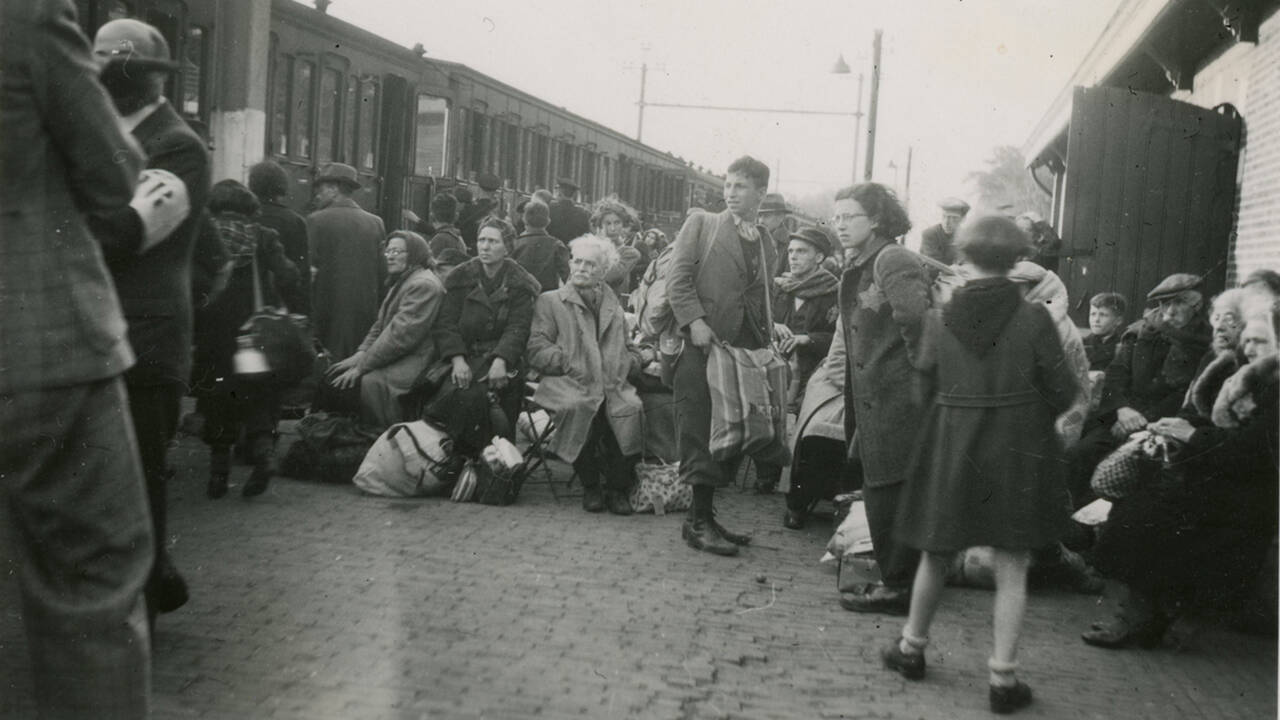
Nederlandse Joden wachtend op transport naar doorgangskamp Westerbork
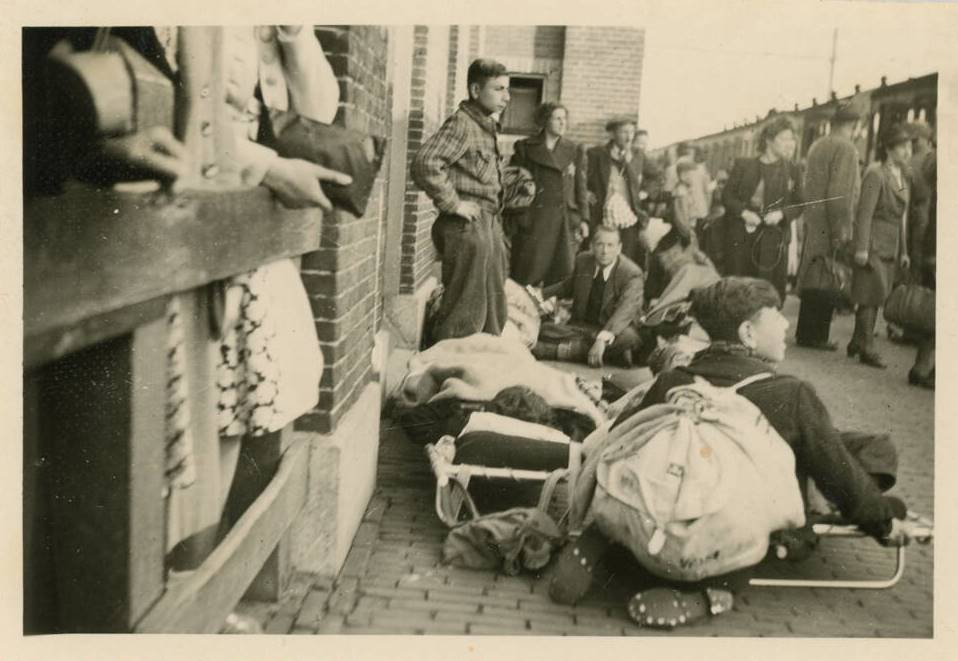
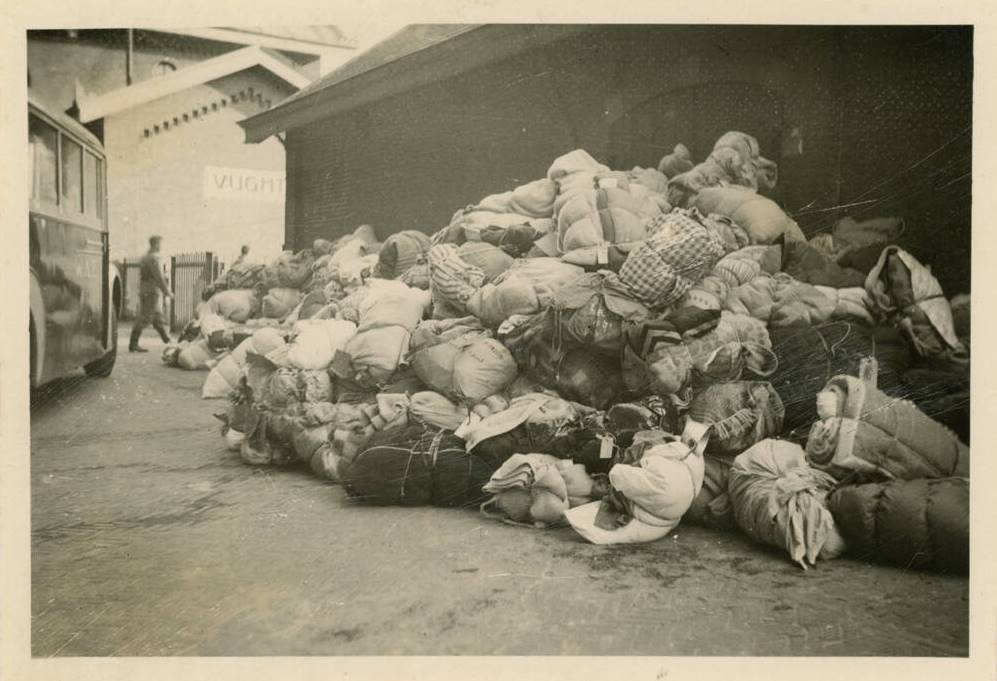
Bagage van Nederlandse Joden, wachtend op transport

## Philips
In het kamp was een werkplaats waar producten voor Philips werden gemaakt. De directie van Philips had pas na lange aarzeling meegewerkt aan de werkplaats, en slaagde erin de situatie van de tewerkgestelden aanzienlijk te verbeteren. Het werken voor Philips werd aangeduid als het Philips-Kommando of Philipscommando. Af en toe kon er met elkaar gepraat en gezongen worden, zolang de dienstdoende Kapo of Aufseherin het maar niet opmerkte als hij of zij door de ramen keek. Allerlei waarschuwingssystemen waren ontwikkeld om hen tijdig te signaleren. Philips wist ook te bereiken dat tijdens de lange werkdag van wel twaalf uur twee extra pauzes voor het Philipscommando werden ingelast. Bij de afdeling radiobuizen werd deze na enige tijd zelfs teruggebracht tot acht uur, ter beperking van de vermoeidheid in handen en ogen bij dit voor de oorlog belangrijke precisiewerk. Op een goede dag kwam er in de werkplaats dankzij listig spel van Braakman van de Philipsleiding een radio-omroep die opwekkende muziek liet klinken. Daarmee konden ook mededelingen worden doorgegeven naar alle werkbarakken, wat de saamhorigheid verhoogde. Daarnaast was er een vliegtuigsloperij waar onderdelen uit neergeschoten vliegtuigen werden gehaald.

## Buitenkampen
Kamp Vught had verscheidene buitenkampen. De twee grootste waren het zogenaamde Michelincommando (officieel Außenlager Herzogenbusch) en buitenkamp Moerdijk. Zij werden ontruimd in de dagen voor Dolle Dinsdag (5 september 1944).
In 's-Hertogenbosch was voor de oorlog een Michelinfabriek in aanbouw. Toen de Duitsers binnenvielen, was de productie nog niet opgestart. De Duitse concurrent van Michelin, Continental Gummi-Werke AG, trok in het gebouw en er werden gasmaskers geproduceerd met inzet van gevangenen uit Kamp Vught.
In buitenkamp Moerdijk werkten ongeveer vijfhonderd Joodse mannen aan het graven van tankgrachten.

## Misdaden

### Kindertransporten
Op 5 juni 1943 werd bekendgemaakt dat alle Joodse kinderen uit het kamp weg moesten. Er werd gezegd dat zij naar een speciaal kinderkamp in de buurt zouden gaan. Op 6 juni werden alle kinderen van nul tot en met drie, samen met hun ouders gedeporteerd naar kamp Westerbork. Een dag later werden ook alle kinderen van vier tot en met vijftien jaar afgevoerd naar Westerbork. Van daaruit werden de kinderen samen met hun ouders overgebracht naar Sobibór in (bezet) Polen waar ze vrijwel direct na aankomst door middel van vergassing om het leven werden gebracht. Er zijn 1296 kinderen weggevoerd in het weekend van 1943.

### Bunkerdrama
Als vergeldingsmaatregel tegen een protest van een aantal vrouwen werden in opdracht van kampcommandant SS-Hauptsturmführer Adam Grünewald zaterdagavond 15 januari 1944 zo veel mogelijk vrouwen in één cel opgesloten. Deze vergeldingsmaatregel ging de boeken in als het bunkerdrama. In totaal werden vierenzeventig vrouwen in cel honderdvijftien samengeperst, op een oppervlakte van negen vierkante meter, zonder ventilatie. Na veertien uur werd de cel weer opengemaakt, en bleken tien vrouwen te zijn overleden. Toen dit drama via de verzetspers in de openbaarheid kwam, werd Grünewald gedegradeerd tot gewoon soldaat. Hij sneuvelde aan het Oostfront in Hongarije.

### Deppner-executies
De Deppner-executies waren een lange serie van executies van verzetsstrijders in Kamp Vught tussen eind juli en begin september 1944, vanwege de nadering van geallieerde troepen. Ze werden uitgevoerd in opdracht van de SS-officier en SD-functionaris Erich Deppner, die daarvoor nooit is gestraft. Minstens vierhonderdvijftig mensen kwamen hierbij om het leven, waaronder bekende verzetsmensen als Joop Westerweel. Het bijzondere was niet zozeer dat doodvonnissen werden uitgevoerd (bijvoorbeeld op de Geuzen in 1941), maar de omstandigheden waaronder. Hitler had op 30 juli 1944, na de mislukte aanslag van Von Stauffenberg op 20 juli 1944 op zijn leven, bepaald dat de militaire rechtbanken werden afgeschaft. Verzetsstrijders, door de Duitsers 'terroristen' en 'saboteurs' genoemd, konden na hun arrestatie meteen worden gedood.
De fusillades vonden plaats op de fusilladeplaats Vught op ongeveer vijftien minuten lopen van het kamp. Vanuit verschillende gevangenissen werden verzetsmensen naar Vught gebracht en hier vermoord. Er staat nu een gedenkteken met de namen van de 329 mannen die hier werden doodgeschoten.

### Ophangingen

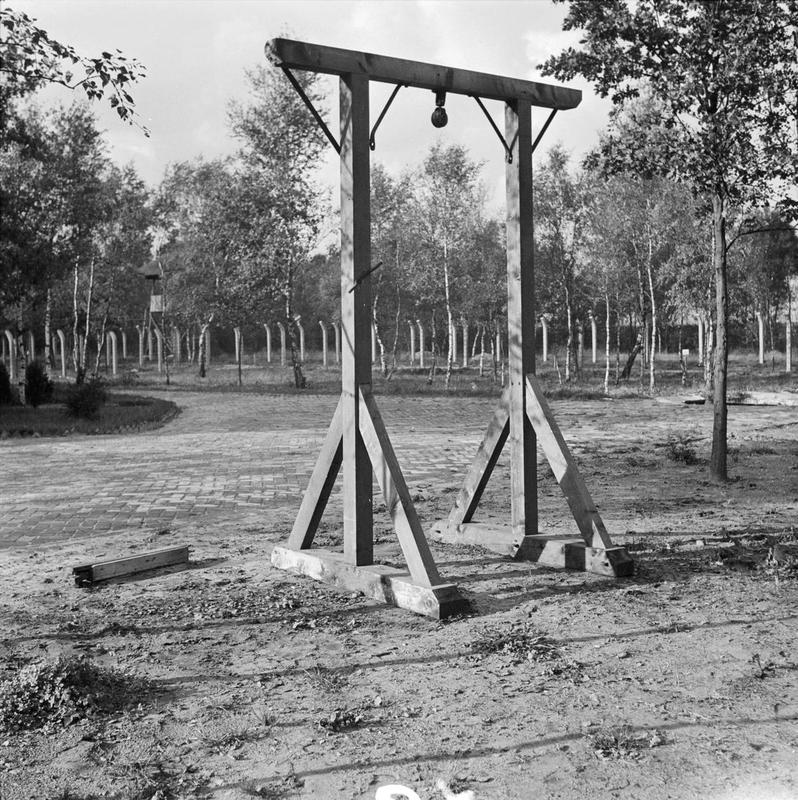
De galg zoals aangetroffen door de bevrijders in 1944

Vanuit België zijn minstens zesendertig mensen naar Kamp Vught overgebracht en nog dezelfde dag of de dag na aankomst opgehangen. Ze waren bijna allemaal in België door de Duitse bezetter in een militair proces ter dood veroordeeld wegens sabotageacties. Het vonnis moest met de strop ten uitvoer worden gebracht. Van veel van de veroordeelden is bekend dat het communisten waren.

### Ontruiming
Alle overgebleven Joden werden in de nacht van 2 op 3 juni 1944 in goederenwagons naar Auschwitz gedeporteerd. Het kamp werd na Dolle Dinsdag (5 september 1944) door de Duitsers volledig ontruimd. De geallieerden waren vlakbij, maar desondanks werden 3400 gevangenen op transport gezet naar andere concentratiekampen. De vrouwen werden naar Ravensbrück gestuurd en de mannen naar Sachsenhausen. Velen zijn daar om het leven gekomen. Ook werden op 4 en 5 september nog 117 mensen geëxecuteerd.

## Na de bevrijding

### Interneringskamp
Op het moment dat de geallieerden Kamp Vught op 26 oktober 1944 bevrijdden, was het leeg en verlaten. Er was geen elektra en de barakken waren koud en vies. Het Nederlandse en geallieerde leger nam het in gebruik voor de internering van de geëvacueerde Duitse bevolking van Selfkant. Later werden er ook vermoedelijke collaborateurs, oorlogsmisdadigers en Reichsbürger geïnterneerd. Na juli 1945 verbleven er ook kinderen van NSB'ers en Nederlandse Duitsers tezamen met bejaarde collaborateurs. Oud-SS'ers werden apart vastgehouden en geregeld mishandeld. De geïnterneerden waren aan een regime onderworpen waarbij 'goede' Nederlanders als bewakers het morele recht opeisten om deze pro-Duitse 'foute' personen, waaronder meelopers, kinderen en jongeren, met harde hand te 'tuchtigen' (te bestraffen). Aan hun regime van willekeur en bandeloosheid kwam begin 1946 een einde door instructies van bovenaf. Reclasseringsambtenaar Willem de Wit werd aangesteld als kampcommandant en kreeg de nadrukkelijke opdracht te focussen op heropvoeding en resocialisatie. In januari 1949 werd Kamp Vught opgeheven.

### Woonoord Lunetten
In 1951 kreeg (een deel van) het kamp een nieuwe naam: woonoord Lunetten. Hier werden gezinnen van Molukse KNIL-militairen gehuisvest, die op dienstbevel van het Koninklijk Nederlandsch-Indisch Leger uit de Molukken waren geëvacueerd. Vanaf 1960 werden velen van hen naar andere plaatsen verhuisd. Nadat daarover in 1989 overeenstemming was bereikt tussen de Nederlandse regering, de gemeente Vught en de meerderheid van de resterende Molukse bewoners, werden in 1992 alle barakken gesloopt op barak 1 na, die werd omgedoopt tot kerk. Op de plek waar de barakken hadden gestaan werd een nieuwe woonwijk gebouwd: woonoord Lunetten.

## Heden
Naast de woonwijk en twee kazernes is een groot deel van het terrein tegenwoordig in gebruik door de Penitentiaire Inrichting Vught. Op de noordoostpunt van het vroegere kampterrein is het museum Nationaal Monument Kamp Vught gevestigd, met daarin, naast het hoofdgebouw met tentoonstellingen, een nagebouwde barak, een aantal nagebouwde wachttorens en het voormalig crematorium.
Een aantal gebouwen van het voormalige concentratiekamp is tot op heden bewaard gebleven en heeft de status van rijksmonument. Midden op het terrein van de gevangenis staat de voormalige kampgevangenis 'de Bunker'. De op het SS-terrein gevestigde huisvesting, bakkerij, keuken en garages van de SS en de 'Kommandantur' zijn tegenwoordig onderdeel van een van de twee kazernes. Ook de net buiten het kamp gebouwde SS-barakken, bestaande uit vier hoekvormige gebouwen die samen een Duits Kruis vormen, bestaan nog steeds. De (afgebroken) wasserij en de keuken bevinden zich op het terrein van het Geniemuseum.
De laatste jaren komt er meer aandacht voor de archeologische betekenis van het kamp. De meeste Duitse kampen in Nederland zijn op een bepaald moment ontmanteld, waaronder alle grote kampen zoals Westerbork, Amersfoort en ook Vught. De gedachte dat er van die kampen niets meer over is wordt de laatste jaren door archeologisch onderzoek weerlegd. Ook in Kamp Vught houdt men er steeds meer rekening mee dat een deel van de fundamenten van de barakken nog aanwezig is en dat bodemvondsten een informatieve of museale functie kunnen vervullen. Een van de belangrijkste archeologische vondsten, thans aanwezig in het depot van het herinneringscentrum, is de bel van de appelplaats, die in de bodem werd teruggevonden. In maart 2017 vond op initiatief van Het Noordbrabants Museum een archeologische publieksopgraving plaats op het kampterrein.